# Xã West Finley, Quận Christian, Missouri
Xã West Finley (tiếng Anh: West Finley Township) là một xã thuộc quận Christian, tiểu bang Missouri, Hoa Kỳ. Năm 2010, dân số của xã này là 4.366 người.